# Jogo eletrônico de estratégia

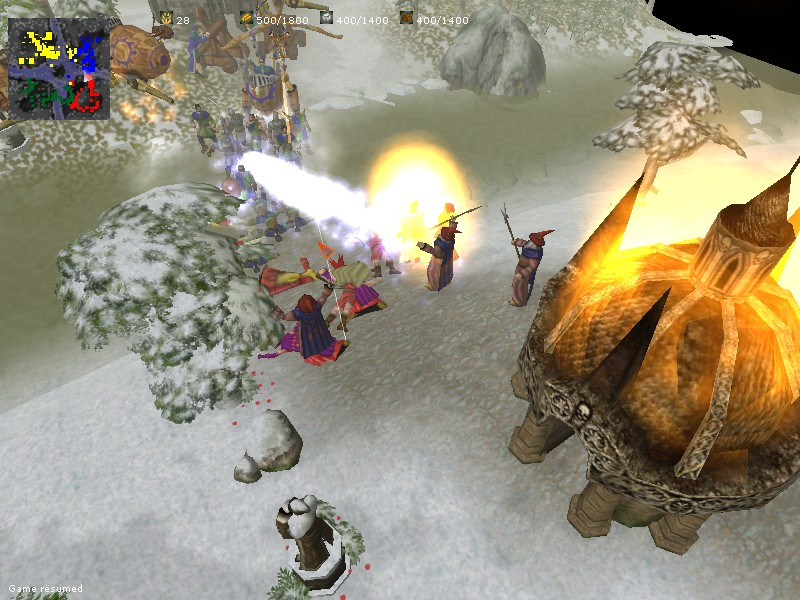
Glest, exemplo de jogo eletrônico de estratégia.

Jogo de estratégia é um gênero de Video-game onde enfatiza habilidades de pensamento e planejamento para alcançar a vitória. Os jogos enfatizam a estratégia, tática e algumas vezes desafios logísticos. Muitos jogos também oferecem desafios econômicos e exploração.

## Subgêneros
- Estratégia em tempo real - (também conhecido com Real-time strategy ou RTS) é um subgênero em que todos os jogadores jogam ao mesmo tempo. Os principais jogos de estratégia em tempo real são Age of Empires e Warcraft. Com a ascensão dos jogos online, rendeu uma versão disputada por muitos jogadores simultaneamente, o MMORTS.
  - Tower defense

- Estratégia por turnos (também conhecido como Turn-based strategy ou TBS) é um subgênero em que se joga um jogador de cada vez. Os principais jogos de estratégia por turnos são as séries Civilization e Total War.

- Artillery game - é um subgênero de jogo de estratégia. Os principais jogos de artillery game são Worms e GunBound.

- RPG estratégico - (também conhecido como Strategy role-playing game ou Tactical role-playing game) é um subgênero que mistura elementos do RPG com Estratégia. Os principais jogos de RPG estratégico são Valkyria Chronicles e Final Fantasy Tactics.

- Wargames - é um subgênero de estratégia que enfatiza estratégia de guerra em um mapa. O jogo pode ser em turnos ou em tempo real. Os principais jogos desse tipo são Combat Mission e Close Combat

- MMORTS - sigla para Massively multiplayer online real-time strategy, combina estratégia com um mundo persistente, o jogador assume a posição de líder de alguma facção onde o mundo do jogo se desenvolve mesmo enquanto o jogador não está jogando.

- MOBA - Sigla para Multiplayer online battle arena onde o objetivo é destruir a base inimiga, o jogador controla apenas unidades, sem construir estruturas, é visto como uma fusão de jogos de estratégia, RPG e ação.